# Seznam osebnosti iz Občine Rogašovci
Seznam osebnosti iz občine Rogašovci vsebuje osebnosti, ki so se rodile, delovale ali umrle v občini Rogašovci.

## Do 19. stoletja
- Adolf Augustitš (27. 2. 1786, Dobrovnik – 4. 9. 1863, Markišavci), katoliški duhovnik. Od l. 1816 je bil župnik v cerkvi Svetega Jurija (36 let).
- Mihael Gaber (duhovnik) (ok. 1753, Dolnji Slaveči – 13. 9. 1815), rimokatoliški duhovnik. Med septembrom in decembrom 1777 je bil administrator na Pertoči.
- Jožef Košič (9. oktober 1788, Bogojina – 26. december 1867, Gornji Senik) kaplan pri Svetem Juriju.
- Martin Perlaki (?, Prelog, Medžimurje (Hrvaška) – ?), duhovnik. Prvi duhovnik pri Sv. Juriju (od 1595 do okrog 1624).
- Štefan Sijarto (1765, Večeslavci – 10. september 1833, Domanjševci), pisatelj. Avtor prve prekmurske posvetne knjige Starišinstvo i zvačinstvo (1807).
- Jožef Smodiš (?, Krašči – ?), ustvarjal med 1660 in 1730. Nabožni pesnik, doma iz Krašč, ki so bili včasih pod župnijo Pertoča.
- rodbina Széchy (13.–15. stol.), zgradili so mlin v Sotini in na Pertoči.
- Széchenyi Tivadar (12. 3. 1837, ? – 17. 6. 1912, Pieštany (Slovaška)), grof Sárvárja in Felsővidéka, kraljev tajni svetovalec, veleposestnik, podpredsednik družbe Južne železnice, častni predsednik Prekmurske hranilnice. Na njegovo pobudo se je zgradila cesta Pertoča–Gornja Lendava (danes Grad), kjer je tudi osebno vodil dela.

## 19. stoletje
- Mihael Bertalanitš (8. 11. 1788, Gerečavci (zaselek v vasi Sveti Jurij) – 8. 1. 1853, Pečarovci), slovenski kantor-učitelj in pesnik v Porabju.
- Jožef Čarič (7. 5. 1866 Veščica, Razkrižje – 19. 2. 1935, Sveti Jurij), slovenski rimskokatoliški duhovnik hrvaškega rodu in politik. Zgradil je novo župnijsko cerkev v Svetem Juriju s svojim denarjem.
- Mihael Gaber (pesnik) (?), pesnik. Napisal dve pesniški zbirki: Mrliška pesmarica (1826) in še eno skupaj s Števanom Bokanom (1824). Obe se hranita v Gradcu.
- Adolf Kallat (?), učitelj. Leta 1896 na njegovo pobudu ustanovili Gasilsko društvo Fikšinci, prvo v občini.
- Juri Kous (okrog 1776, Pertoča – ?1829, Pertoča), slovenski kantor in učitelj na Madžarskem.
- Hans Pascher (19. 6. 1858, St. Margarethen (Avstrija) – 23.5.1942, Gradec), arhitekt in mestni stavbenik. Izdelal načrt za gradnjo nove cerkve svetega Jurija (1925–1927).
- Štefan Pauli (13. 7. 1760, Beltinci – 29. 1. 1829, Sombotel), slovenski rimskokatoliški župnik. Predvideva se, da je pisal pertoško pesmarico okoli leta 1800.
- Ivan Vratarič (13. 6. 1874, Černelavci – 22. 11. 1909, Murska Sobota), pravnik. Z njegovo pomočjo ustanovljena podružnica Kmetijske banke v Rogašovcih.

## 20. in 21. stoletje
- Ivan Baša (11. 4. 1875, Beltinci – 13. februar 1931, Bogojina), duhovnik in nabožni pisec. Med leti 1898 in 1902 je kaplanoval pri Svetem Juriju.
- Martin Burjan (11. 6. 1951, Ljubljana – 2002, Nuskova), slovenski vojaški pilot, častnik, obrambni in letalski ataše. Prvi obrambni in letalski ataše Republike Slovenije v ZRN. Z družino živel v Nuskovi, kjer je tudi pokopan.
- Drago Grah (12. 2. 1937, Sveti Jurij – 13. 11. 1980, Ljubljana), pisatelj, prevajalec, literarni zgodovinar.
- Maja Hajdinjak (1994), novinarka, slovenistka, urednica, prevajalka.
- Štefan Hauko (1935), slikar, restavrator in konservator. Leta 1190 je ustvaril mozaik Sv. Jurija, ki se nahaja nad vhodom cerkve svetega Jurija.
- Franc Horvat ( 30. 11. 1870, Cerkvenjak – 1944, Maribor), slikar. Izdelal sliko poslikave notranjosti cerkve sv. Jurija.
- Karel Horvat (?, Sombotel – ?), notar. Prvi notar v Rogašovcih (že leta 1900).
- Janko Kleibencetl (12. 12. 1930, Pertoča – 2009, ?), učitelj, pisatelj, igralec in režiser. Na Pertoči ima postavljen spomenik.
- Mirko Lenaršič (13. 11. 1882, Gornji Slaveči – 17. 8. 1966, Nyőgér (Madžarska)), duhovnik, fotograf. Posvečen v cerkvi svetega Jurija.
- Jožef Novak) (18. 1. 1896, Veščica – 9. 7. 1972, Veščica), pesnik, pisatelj in prevajalec. Imel prvi duhovni obred binkoštne cerkve v Nuskovi.
- Valentina Novak (20. 1. 1985, Murska Sobota), dramaturginja, pedagoginja, višja svetovalka pri Zavodu za šolstvo. Odraščala je na Pertoči.
- Branko Pintarič (30. 3. 1967, Murska Sobota), gledališki ustvarjalec, amaterski igralec in pisatelj. Živi v Rogašovcih.
- Karol Pongrácz (31. 8. 1872, Sotina – 27. 9. 1930 Cabaj/Čápor, Slovaška), slikar.
- Jože Požauko (1908, ? – 1995, ?), gradbeni tehnik, projektant. Izdelal načrte za gradnjo nove cerkve sv. Helene na Pertoči.
- Janoš Raffel (?), mesar in gostilničar. Lastnik prve gostilne v občini Rogašovci in na širšem območju Goričkega (do leta 1918).
- Venčeslav Šprager (1932, Pertoča), arhitekt, prozaist, literat. Od leta 1962 živi in ustvarja v Nemčiji. Leta 1992 je prejel nagrado za slovenske pisatelje v diaspori.
- Feliks Toman (9. 4. 1855, ? – 19. 12. 1939, ?), kamnoseški mojster. Naredil glavni oltar v cerkvi sv. Jurija.
- Jože Žohar (30. 1. 1945, Sveti Jurij – 5. december 2018, Lithgow), izseljenski pesnik iz Avstralije in publicist.

Pomembni za občino Rogašovci so še: Sveti Jurij (rimski vojak, mučenec in svetnik; po njem poimenovan kraj Sveti Jurij, osnovna šola in cerkev), Sveta Helena (borka za krščanstvo; po njej poimenovana cerkev na Pertoči), Anton Šadl (aktivist v NOB; ima spominsko ploščo v Ropoči), Matej Gider (1972, likovni pedagog), Geza Kisilak (edini čevljar v Pomurju), Melisa Baranja (1993, Serdica – študentka socialnega dela in članica Romskega akademskega kluba; prejemnica Prešernove nagrade za najboljše diplomsko delo leta 2017), Mihaela Koletnik (1967, jezikoslovka, popisala je krajevna imena v izbranih naseljih občine Rogašovci ter skupaj z Zinko Zorko analizirala govor Rogašovcev).